# Разъезд 69 км
Разъезд 69 км (каз. рзд.69 км) — разъезд в Жанааркинском районе Карагандинской области Казахстана. Входит в состав Бидайыкского сельского округа. Код КАТО — 354445500.

## Население
В 1999 году население разъезда составляло 171 человек (91 мужчина и 80 женщин). По данным переписи 2009 года, в разъезде проживало 180 человек (98 мужчин и 82 женщины).